# Площа Московські ворота
Площа Московські Ворота — площа в Санкт-Петербурзі на перетині Московського і Ліговського проспектів.

## Історія
Площа була названа на честь Московських тріумфальних воріт.
У 1936 році Московські ворота розібрали, і назва площі стала забуватися. У 1965 році її перейменували в Московську, але в 1968 році їй повернули історичну назву; Московською ж назвали іншу, раніше безіменну, площу.

## Будівлі та споруди
- Московські Тріумфальні ворота
- Московські ворота (станція метро)
- Заставна пожежна частина (Московський пр., 116). 1925, архітектор Буришкін Д. П. Інженерні споруди, стиль — конструктивізм. Це перша в місті пожежна частина для автомашин. Будівля з високою вежею (для просушування шлангів та огляду місцевості) та автомобільним депо[1][2].